# Andrena iranella
Andrena iranella là một loài Hymenoptera trong họ Andrenidae. Loài này được Popov mô tả khoa học năm 1940.